# Pung Co
Pung Co (kinesiska: Peng Cuo, 蓬错) är en sjö i Kina. Den ligger i den autonoma regionen Tibet, i den sydvästra delen av landet, omkring 210 kilometer norr om regionhuvudstaden Lhasa. Pung Co ligger 4 529 meter över havet. Arean är 149 kvadratkilometer. Trakten runt Pung Co består i huvudsak av gräsmarker. Den sträcker sig 25,1 kilometer i nord-sydlig riktning, och 12,7 kilometer i öst-västlig riktning.